# Comuna Sestreatîn, Radîvîliv
Sestreatîn (în ucraineană Сестрятин) este o comună în raionul Radîvîliv, regiunea Rivne, Ucraina, formată din satele Bezodnea și Sestreatîn (reședința).

## Demografie
Componența lingvistică a comunei Sestreatîn
     Ucraineană (99%)
     Alte limbi (0,99%)
Conform recensământului din 2001, majoritatea populației comunei Sestreatîn era vorbitoare de ucraineană (99%), existând în minoritate și vorbitori de alte limbi.